# Clever! – Die Show, die Wissen schafft
clever! – Die Show, die Wissen schafft war eine von Barbara Eligmann und Wigald Boning moderierte populärwissenschaftliche Fernsehshow, die von 2004 bis 2009 auf Sat.1 ausgestrahlt wurde.

## Konzept
Bei der Show, die auf humorvolle Weise anhand von Alltagsphänomenen, Experimenten und Alltagsrätsel auf den Grund ging, konnte man über das Internet eigene Fragen einreichen und 500 Euro gewinnen. Zwei Gäste rätselten um den Ausgang der jeweiligen Experimente und standen dabei im freundschaftlichen Punktewettbewerb.
clever! – Die Show, die Wissen schafft orientierte sich an Formaten wie der Knoff-Hoff-Show oder Brainiac: Science Abuse.

## Produktion und Ausstrahlung
Die von 2003 bis 2009 von Constantin Entertainment GmbH produzierte Sendung wurde anfangs im Vorabendprogramm auf Sat.1 ausgestrahlt. Aufgezeichnet wurden die Folgen in einem Studio in Köln-Ossendorf.
Die erste Sendung wurde an einem Freitag ausgestrahlt. Ab Mai 2004 erfolgte die Ausstrahlung an einem Mittwoch, schließlich zur Primetime. Mehrmals wurden von der NKL gesponserte XXL-Folgen ausgestrahlt: Mega clever! Die NKL-Show zeigte für die reguläre Sendung zu spektakuläre oder aufwändige Experimente. Die XXL-Ausgabe vom 19. Mai 2007 wurde vertretungsweise von Kai Pflaume moderiert.
Am 12. März 2008 wurde die 75. Folge gesendet.
Eine unvollständige Auflistung gemessener Einschaltquoten und Marktanteile veranschaulicht folgende Tabelle:
| Datum                           | Zuschauer   | Zuschauer       | Marktanteil | Marktanteil     | Quellen |
| Datum                           | Gesamt      | 14 bis 49 Jahre | Marktanteil | Marktanteil     | Quellen |
| Datum                           | Gesamt      | 14 bis 49 Jahre | Gesamt      | 14 bis 49 Jahre | Quellen |
| ------------------------------- | ----------- | --------------- | ----------- | --------------- | ------- |
| 3. Januar 2004                  | 2,69 Mio.   | –               | –           | –               | [ 2 ]   |
| 19. Mai 2004                    | 3,28 Mio.   | –               | –           | –               | [ 3 ]   |
| 10. November 2004               | 4,15 Mio.   | –               | –           | –               | [ 8 ]   |
| 11. Oktober 2005                | > 3,00 Mio. | –               | –           | –               | [ 9 ]   |
| 22. Oktober 2005 (XXL-Ausgabe)  | 4,29 Mio.   | 2,39 Mio.       | 14,2 %      | 19,9 %          | [ 10 ]  |
| 13. Mai 2006 (XXL-Ausgabe)      | 2,66 Mio.   | 1,55 Mio.       | 9,6 %       | 15,0 %          | [ 11 ]  |
| 11. November 2006 (XXL-Ausgabe) | –           | –               | –           | 14,7 %          | [ 12 ]  |
| 19. Mai 2007 (XXL-Ausgabe)      | 1,98 Mio.   | –               | 7,7 %       | 11,2 %          | [ 7 ]   |
| 13. Juni 2007                   | 2,53 Mio.   | 1,25 Mio.       | 9,6 %       | 12,0 %          | [ 13 ]  |
| 20. Juni 2007                   | 2,87 Mio.   | –               | 10,9 %      | 12,9 %          | [ 14 ]  |
| 24. November 2007 (XXL-Ausgabe) | 1,51 Mio.   | 0,69 Mio.       | 5,1 %       | 6,3 %           | [ 15 ]  |
| 16. Januar 2008                 | 2,55 Mio.   | –               | –           | 10,1 %          | [ 16 ]  |

## Verschiedenes
- Ab Herbst 2006 wurde auf prominente Rategäste verzichtet. Normale Kandidaten konnten maximal 2000 Euro gewinnen.[17] Im Mai 2007 wurde zum anfänglichen Ablauf mit prominenten Rategästen zurückgekehrt.[18]
- Ein immer wiederkehrendes Objekt in clever! war der Mikrowellenherd, der unter anderem zur Erzeugung von Plasmabällen verwendet wird.
- Einige Sachverhalte wurden teilweise verfälscht, da zu Showzwecken beispielsweise anstatt Schwarzpulver ein anderes Gemisch entzündet wird, welches auch „Knall“ macht, solange es sich in keinem Behälter befindet.
- In einer Staffel wurde in jeder Folge ein Experiment mit dem Supermixer gezeigt, in welchem das Verhalten verschiedener Gegenstände im Bezug auf die scharfen Messer demonstriert wird.

## Internationaler Erfolg
clever! – Die Show, die Wissen schafft wurde in 20 Länder verkauft, u. a. nach China (CCTV), Italien (Rai Uno), Spanien, Griechenland, Frankreich (France 2), Dänemark, Russland, Polen (TVN), Ungarn, Thailand, Tschechien (Nova), Rumänien und die Slowakei. Die Show wurde in Australien bei Channel Nine ab dem 19. Februar 2006 unter dem Titel Clever! The Show that makes Science Fun gesendet. Diese zu etablieren, scheiterte am mangelnden Zuschauerinteresse.
Im Oktober 2007 belief sich der Verkaufserfolg auf insgesamt 21 Länder, ergänzt durch u. a. die Niederlande, Taiwan und Malaysia.

## Clever! Spezial
Im Januar 2009 wurde das Konzept der Sendung stark verändert. So hieß die Sendung jetzt Clever! Spezial und in jeder Ausgabe wurde sie einem speziellen Thema (z. B. der Kraft des Wassers) gewidmet. Außerdem wurde der Quizcharakter von Clever aufgegeben. Von Clever! Spezial wurden zunächst vier Folgen gesendet. Mittlerweile wurde die Sendung wegen mangelnder Zuschauerzahlen eingestellt. Die letzte der vier Spezialfolgen holte 8,7 Prozent Marktanteil.

## Auszeichnungen
Im Jahr 2005 wurde die Show mit dem Deutschen Fernsehpreis in der Kategorie beste Unterhaltungssendung ausgezeichnet.